# 上山市立東小学校
上山市立東小学校（かみのやましりつ あづましょうがっこう）は、山形県上山市須田板にあった公立小学校。

## 象徴
校章は昭和13年制定。校章の由来として、中央の日章は東の便化であり、東は「日」と「木」の組み合わせ文字であることや、日の字のもとは太陽に雲のたなびいたものであることなどをデザイン化。また、この日章に小桜を配して懐かしさを表し、地色は朝の色で清々しさを表す。
校歌は真壁仁が作詞し、福井文彦が作曲、昭和30年12月25日制定。

## 沿革
- 1888年（明治21年）
  - 4月2日 - 菖蒲、楢下学校及び牧野分教場を合併し、高等科も設置して須田板高等尋常小学校を設立[1]
- 1890年（明治23年）
  - 2月 - 須田板村原際757を校地とし、合併校舎新築落成。原のモダンな学校と呼ばれる。
  - 3月 - 東高等尋常小学校と改称
- 1893年（明治26年） - 東高等尋常小学校に裁縫科を新設
- 1894年（明治27年）10月 - 学校令改正により東尋常高等小学校へ改称
- 1903年（明治36年）11月5日 - 校舎新築（平屋2棟延145坪）
- 1938年（昭和13年） - 校旗および校章を制定
- 1941年（昭和16年） - 国民学校令により東国民学校へ改称
- 1947年（昭和22年）4月1日 - 学校教育法施行により南村山郡東村村立東小学校へ改称
- 1948年（昭和23年） - 山形県立上山農業高等学校定時制東分校を東小学校内に設置
- 1954年（昭和29年）10月1日 - 町村合併により、上山市立東小学校となる。児童数443名。
- 1954年（昭和29年）12月25日 - 校歌制定発表会を行う
- 1963年（昭和38年）3月31日 - 上山農業高等学校東分校を廃止
- 1963年（昭和38年）9月2日 - 完全給食を実施
- 1968年（昭和43年） - 児童数197名となり、200名を下回る。
- 1972年（昭和47年） - プール新設落成。総工費11,166,000円。
- 1981年（昭和56年） - 新校舎落成、新グラウンド完成
- 1991年（平成3年） - 古屋敷分校廃校
- 2006年（平成18年） - 体育館改築完成
- 2012年（平成24年）11月9日 - 閉校記念式典を実行
- 2013年（平成25年）3月31日 - 閉校。（宮生小学校および本庄小学校と統合し、東小学校を校舎として宮川小学校が開校）

## 学区
- 牧野、原口、須田板、小笹、久保川、大門、菖蒲、古屋敷

## 進学先の中学校
公立中学校の場合。
- 上山市立宮川中学校（上山市牧野）